# Christina Lohse
Christina Christensen også som Christina Monaghan og Christina Lohse (født 20. august 1967, død 17. april 2016) var en dansk pornomodel og -instruktør, der med sit udadfarende gemyt og markante udseende var meget langt fra den traditionelle fordom om kvinder i pornobranchen.
Hun debuterede i starten af 1980'erne, men var mest aktiv i slutningen af 1990'erne, hvor hun samarbejde med sin daværende mand, Stephen Monaghan. Sammen lavede de film som I seng med Christina.
Christina Lohse var desuden caster og instruktørassistent på to af Zentropas pornofilm, Constance (1998) og Pink Prison (1999), og hun hjalp Katja Kean med at få gang i dennes amerikanske filmkarriere.